# Kistane (Sprache)
Kistane (Eigenbezeichnung: Kəstane, auch als Soddo bekannt) ist eine Sprache der Gurage und wird von 250.000 bis 300.000 Menschen im südöstlichen Äthiopien gesprochen. Sie gehört zur Unterfamilie der nördlichen Gurage-Sprachen und ist damit eine südäthiopische semitische Sprache. Kistane wurde ehemals in verschiedenen Quellen nach einem seiner Dialekte auch als Aymälläl bezeichnet.

## Grammatik

### Nomen
Wie in den meisten äthiopischen Sprachen werden Attribute den Substantiven vorangestellt.
Der bestimmte Artikel -i wird als Suffix an das Nomen angehängt. Z. B. goš „Junge“ > goš-i: „der Junge“; ätit: „Schwester“ > ätiti: „die Schwester“; bayyočč: „Kinder“ > bayyočč-i: „die Kinder“. Endet das Nomen auf -a oder -ä, entfällt in der Regel dieser Vokal, wenn das Suffix -i angefügt wird. Z. B. angačča: „Katze“ > angačč-i: „die Katze“. Ein auf -i endendes Nomen bleibt in der Regel unverändert. Z. B. abi: „(der) Vater, Eigentümer“. Bei einem auf -e, -o, -u endenden Nomen wird vor dem Suffix ein y eingefügt. Z. B. ge: „Haus“ > geʸi: „das Haus“; wälläho: „Nachbar“ > wällähoʸi: „der Nachbar“. Ist das Nomen durch ein Attribut erweitert, wird der Artikel nur bei dem ersten Element verwendet. Z. B. maläk’ ge: „großes Haus“ > maläk'-i ge: „das große Haus“; yä-šum-i ge: „das große Haus des Beamten“ (wörtl. „vom-Beamten-das Haus“); yä-mät’t'-i məss: „der Man, der kam“ (wörtl. „welcher-kam-der Mann“.)
Es existiert kein echter unbestimmter Artikel, obwohl Unbestimmtheit durch Voranstellen der Wörter attə oder k’una („eins/irgendein“) ausgedrückt werden kann.
Ein Nomen hat eins der beiden grammatischen Genera Maskulin und Feminin, nach dem sich auch das Verb, das sich auf dieses bezieht, richtet.
Nomen werden als bestimmtes direktes oder indirektes Objekt mit dem Präfix yä- bzw. nä- gekennzeichnet. Z. B. yä-geʸi ažžo: „er sah das Haus“; yä-zämmihʷan abännət: „er gab es seinem Bruder“ (wörtl. „zu-seinem-Bruder er-gab-ihn“). Direkte Objekte können zusätzlich durch an das Verb angehängte Suffixe gekennzeichnet sein. Z. B. yabiddi täšakkunnət: „ich fragte meinen Vater“ (wörtl. „mein-Vater-obj. ich-fragte-ihn“.)
Ein Besitzverhältnis wird durch das Präfix yä- vor dem Nomen angezeigt, wobei der Besitzer dem in Besitz befindlichen Nomen vorausgeht: yä-šum-i ge: „das Haus des Beamten“ (wörtl. „von-Beamten-das Haus“). Steht vor dem in Besitz befindlichen Nomen eine Präposition entfällt das Präfix yä-: babiddi färäz anstatt *bä-yä-abiddi färäz für „auf meines Vaters Pferd“.

### Pronomen

#### Personalpronomen
| Deutsch      | allein  | Possessivpronomen Suffix (Nomen, die auf einen Konsonanten enden) | Possessivpronomen Suffix (Nomen, die auf einen Vokal enden) |
| ------------ | ------- | ----------------------------------------------------------------- | ----------------------------------------------------------- |
| ich          | ädi     | -əddi                                                             | -ddi                                                        |
| du (m. sg.)  | dähä    | -dä                                                               | -dä                                                         |
| du (f. sg.)  | däš     | -däš                                                              | -däš                                                        |
| er           | kʷa     | -äw, -kʷan                                                        | -w, -hʷan                                                   |
| sie          | kʸa     | -ki                                                               | -hi                                                         |
| wir          | əñña    | -əñña                                                             | -ñña                                                        |
| ihr (m. pl.) | dähəm   | -dähəm                                                            | -dähəm                                                      |
| ihr (f. pl.) | dähma   | -dähma                                                            | -dähma                                                      |
| sie (m. pl.) | kənnäm  | -kənnäm                                                           | -hənnäm                                                     |
| sie (f. pl.) | kənnäma | -kənnäm                                                           | -hənnäm                                                     |

Ein Besitzverhältnis kann auch durch Voranstellung von yä- vor einem allein stehenden Pronomen angezeigt werden, z. B.: yädähəm t'əb: „deine Sippe“.
Reflexivpronomen werden durch äras-, gubba-, k’um- vor den Possessivsuffixen gebildet, z. B. ädi äras-əddi mät’afi t’afkunnət: „ich selbst schrieb das Buch“.

### Demonstrativpronomen
Proximal: zi: „dieser, diese, dieses“; zini: „dies“. Z. B.: zi məss: „dieser Mann“, zi məšt: „diese Frau“, zi säbočč: „diese Männer“.
Distal: za: „jener, jene, jenes“; zani: „das dort, jenes“. Z. B. tä-za məss goy mät’t’ahi: „ich kam mit jenem Mann“.

#### Interrogativpronomen
- ma: „wer?“ (man vor der Kopula): man mät’t’a?: „wer kam?“
- yäma: „wessen?“
- mən: „was?“; yämən: „warum?“
- yitta, yittat: „welcher, welche, welches?“ Z. B. yitta bayy mät’t’am: „welches Kind kam?“
- yittani: „welcher, welche, welches (davon)?“

#### Indefinites Pronomen
- (yähonä) säb: „irgendjemand“
- mannəm (säb): „keiner, keine, keines“ (mit negativem Verb)
- attəm: „kein“ (= „nichts“ mit negativem Verb); attəmu: „kein“ (als Pronomen)
- lela (säb): „anderer, andere, anderes“
- yäk’irrä k’äy: „etwas anderes“ (wörtl. „ein übriges Ding“)
- attə: „ein bestimmter, eine bestimmte, ein bestimmtes“
- ləyyu: „ein verschiedener, eine verschiedene, ein verschiedenes“
- k’una, zam, zəč'ə: „derselbe, dieselbe, dasselbe“
- äbälo (f. äbälit): „so-und-so“
- zihom: „ein solcher, eine solche, ein solches“

kulləm = „alle“ (kann vor oder nach dem Nomen stehen); kulləm-u, bä-mollaw = „ganzer, ganze, ganzes“. yät’oma = „einziger, einzige, einziges“. „Jeder, jede, jedes“ wird durch Verdoppelung des Nomens angezeigt.

### Kopula und existentielle Verben
Die Kopula (positiv und negativ) ist im Präsens unregelmäßig:
| Deutsch           | sein                             | nicht sein |
| ----------------- | -------------------------------- | ---------- |
| ich bin           | näw(h)                           | ädäbukk    |
| du (m. sg.) bist  | nähä                             | ädäbəkkä   |
| du (f. sg.) bist  | näš                              | ädäbəčč    |
| er ist            | -n, -ən (nach einem Konsonanten) | ädäbəll    |
| sie ist           | na                               | ädäbəlla   |
| wir sind          | nänä                             | ädäbəllänä |
| ihr (m. pl.) seid | nähəm                            | ädäbəkkəm  |
| ihr (f. pl.) seid | nähma                            | ädäbəkkəma |
| sie (m. pl.) sind | näm                              | ädäbəlläm  |
| sie (f. pl.) sind | näma                             | ädäbəäma   |

Beispiel: zämmidi nähä: „du bist mein Bruder“.
Die Vergangenheit („er war“ usw.) wird durch das in der Perfektform regelmäßig konjugierte Verb näbbär ausgedrückt; die verneinte Vergangenheit („er war nicht“ usw.) mit annäbär. Die Zukunft wird mit der Imperfektform von hono gebildet: yəhonu: „er wird sein“ usw. Die verneinte Zukunft wird dementsprechend mit tihon ausgedrückt. Die Kopula im Präsens wird in Nebensätzen mit dem untergeordneten Perfekt von honä gebildet, z. B.: däffär yähonä tädi-goy yalfu: „er, der mutig ist, wird mit mir gehen“.
„Es ist er“ usw. kann durch Anfügen des Elements -tt zwischen Pronomen und Kopula gebildet werden, z. B. kʷa-ttə-n: „es ist er“.
Das Verb „sich befinden“, „existieren“ lautet im Präsens:
| Deutsch           | sich befinden/da sein | sich nicht befinden/nicht da sein |
| ----------------- | --------------------- | --------------------------------- |
| ich bin           | yinähi                | yellähu                           |
| du (m. sg.) bist  | yinəho                | yellähä                           |
| du (f. sg.) bist  | yinäšin               | yelläš                            |
| er ist            | yino                  | yellä                             |
| sie ist           | yinätti               | yellät                            |
| wir sind          | yinäno                | yellänä                           |
| ihr (m. pl.) seid | yinähmun              | yellähəm                          |
| ihr (f. pl.) seid | yinähman              | yellähma                          |
| sie (m. pl.) sind | yinämun               | yelləm                            |
| sie (f. pl.) sind | yinäman               | yelləma                           |

Wie bei der Kopula, wird hier Vergangenheit und Zukunft mit näbbärä bzw. honä gebildet. In Nebensätzen wird das Präsens mit der Perfektform -allä konjugiert (verneint mit -lellä), z. B.: bämeda yalləmi säbočč araš näm: „die Leute, die sich auf dem Feld befinden, sind Bauern“.
Das ein Besitzverhältnis ausdrückende Verb („er hat“ usw.) wird mit dem Verb yino „es ist“ (in der mit dem sich him Besitzverhältnis befindlichen Objekt korrespondierenden Form) und den entsprechenden Possessivsuffixen am Objekt kombiniert (z. B. „es ist zu ihm“ usw.)

### Verben
Ein Verb kann ein bis vier Konsonanten enthalten oder mit balo: „sagen“ verwendet werden (z. B. bək’k’ balo: „erscheinen“.) Im vorgenannten Fall unterteilt man die Verben in drei „Konjugationen“, je nach den sich unterscheidenden Vokalen und der Bildung des Imperfekt, z. B. bei einem Verb mit drei Konsonanten:
- säbbäro, Imperfekt yəsäbru („brechen“)
- tikkälo, Imperfekt yətikkəlu
- č'affäro, Imperfekt yəč'affəru

Die abgeleiteten Verbstämme können verschiedene Formen bilden:
- Ein Reduplikativ: z. B. gäddälo: „töten“ > gədaddälo. Diese Form kann verschiedene Bedeutungen übermitteln, meist wird sie zur Intensivierung des Verbs verwendet.
- Passiv/Reflexiv/Intransitive tä- Präfix: z. B. käffälo: „bezahlen“ > tä-käffälo „bezahlt werden“. Eine vorliegende Gegenseitigkeit, d. h. eine reziproke Handlung kann durch diese Vorsilbe vor einem transitiven Verb mit dem Vokal a nach dem ersten Radikal oder der reduplikativen Form,z. B. tä-gäddäl-mun oder tä-gdaddäl-mun: „sie töteten sich gegenseitig“.
- Der Kausativ entspricht bei intransitiven Verben der (nicht in diesem Sinn verwendeten) Transitiv-Form mit der Vorsilbe a-, z. B. säkkäro: „betrunken sein“ > a-säkkäro: „jemanden betrunken machen“; näddädo: „brennen (intr.)“ > a-näddädo „verbrennen (tr.)“.
- Der Kausativ bei transitiven oder passiven Verben wird mit der Vorsilbe at- (+ -i-) gebildet, z. B. käddäno: „bedecken“ > at-kiddäno: „sich bedecken lassen“ oder „veranlassen, bedeckt zu sein“. Zusätzlich zur Form mit -a- bringt es eine wechselseitige Beziehung zum Ausdruck oder einen Beitrag zu etwas (Hilfeleistung o. Ä.), z. B. atgaddälo: „ein gegenseitiges Töten veranlassen“ oder „helfen zu töten“.
- Bei Verben mit der Vorsilbe ən- oder tän- kann man Ableitungen nur mit dem a-Stamm bilden, wobei das a- die Vorsilbe ə- oder tä- ersetzt. Z. B. ənkrättäto: „gebogen werden“ > ankrättäto „biegen“.

Die Zeiten Perfekt (Vergangenheit) und Imperfekt (Nicht-Vergangenheit) haben verschiedene Formen für Haupt- und Nebensätze sowie positiv und negative Aussagen. Weitere Formen sind Jussiv (Wunschform), Imperativ (Befehlsform) sowie Impersonal.

#### Konjugation

##### Perfekt
| Deutsch              | Hauptsatz    | Nebensatz   | Relativsatz       | untergeordnet mit -m |
| -------------------- | ------------ | ----------- | ----------------- | -------------------- |
| ich maß              | säffär-ki    | säffär-kʷ   | yä-säffär-k-i     | säffär-kum           |
| du (m. sg.) maß(e)st | säffär-ko    | säffär-kä   | yä-säffär-k-i     | säffär-käm           |
| du (f. sg.) maß(e)st | säffär-šin   | säffär-š    | yä-säffär-š-i     | säffär-šəm           |
| er maß               | säffär-o     | säffär-ä    | yä-säffär-i       | säffär-äm            |
| sie maß              | säffär-ätti  | säffär-ät   | yä-säffär-ätt-i   | säffär-ättəm         |
| wir maßen            | säffär-no    | säffär-nä   | yä-säffär-n-i     | säffär-näm           |
| ihr (m. pl.) maßt    | säffär-əmun  | säffär-kəmu | yä-säffär-kəm-i   | säffär-kəmum         |
| ihr (f. pl.) maßt    | säffär-kəman | säffär-kəma | yä-säffär-kəma-yi | säffär-kəmam         |
| sie (m. pl.) maßen   | säffär-mun   | säffär-m    | yä-säffär-m-i     | säffär-mum           |
| sie (f. pl.) maßen   | säffär-man   | säffär-ma   | yä-säffär-ma-yi   | säffär-mam           |

Die Form auf -m wird in Nebensätzen verwendet, um Verben in übergeordnete Satzteile einzubinden (vgl. die Endung -te im Japanischen). Sie kann mit „und“ übersetzt werden, als Gerundium oder Resultativ. Die Perfektform auf -m gefolgt von näbbär bilden das Plusquamperfekt.
Die verneinte Form des Perfekt wird mit der Vorsilbe al- und einer Änderung des Vokals gebildet. Für vorstehende Konjugationstabelle lauten die entsprechenden Formen al-säfärä, al-täkkälä und al-č'afärä.
Beispiele: ge aräššo: „er baute ein Haus“; banätäw k'ən awänna-m bämida tonnaw: „Butter auf seinen Kopf gelegt habend saß er draußen“.

##### Imperfekt
| Deutsch                      | Hauptsatz   | Nebensatz   |
| ---------------------------- | ----------- | ----------- |
| ich schreite voran           | äbädru      | äbädər      |
| du (m. sg.) schreitest voran | təbädru     | təbädər     |
| du (f. sg.) schreitest voran | təbädri     | təbʸedər    |
| her schreitet voran          | yəbädru     | yəbädər     |
| sie schreitet voran          | təbädri     | təbädər     |
| wir schreiten voran          | (ən)nəbädru | (ən)nəbädər |
| ihr (m. pl.) schreitet voran | təbädrəmun  | təbädrəm    |
| ihr (f. pl.) schreitet voran | təbädrəman  | təbädrəma   |
| sie (m. pl.) schreiten voran | yəbädrəmun  | yəbädrəm    |
| sie (f. pl.) schreiten voran | yəbädrəman  | yəbädrəma   |

Wie im Perfekt werden die untergeordneten Formen das Suffix -m erhalten, um eine Reihe von Handlungen anzuzeigen. Dieses kann mit näbbär kombiniert werden, um eine gewohnheitsmäßige Handlung in der Vergangenheit auszudrücken.
Beispiele: ahoññ gäbäya nalfu: „heute  werden wir zum Markt gehen“; yəgädəl məss: „der Mann, der tötet“; mas tənäsa-m yibara wawt’a tək’ärsi: „sie nimmt die Matten und beginnt den Mist zu entfernen“.
Ein hinzugefügtes -ən ändert die Bedeutung nicht wesentlich.
| Deutsch                     | verneinter Hauptsatz | verneinter Nebensatz |
| --------------------------- | -------------------- | -------------------- |
| ich beginne nicht           | täk’ärs              | annək’ärs            |
| du (m. sg.) beginnst nicht  | təttək’ärs           | attək’ärs            |
| du (f. sg.) beginnst nicht  | təttək’erš           | attək’erš            |
| er beginnt nicht            | tik’ärs              | ayk’ärs              |
| sie beginnt nicht           | təttək’ärs           | attək’ärs            |
| wir beginnen nicht          | tənnək’ärs           | annək’ärs            |
| ihr (m. pl.) beginnt nicht  | təttək’ärsəm         | attək’ärsəm          |
| ihr (f. pl.) beginnt nicht  | təttək’ärsəma        | attək’ärsəma         |
| sie (m. pl.) beginnen nicht | tik’ärsəm            | ayk’ärsəm            |
| sie (f. pl.) beginnen nicht | tik’ärsəma           | ayk’ärsəma           |

Beispiele: ahoññ yəmät’a timäsəl: „es scheint nicht so, dass er heute kommen wird“; ädahʷan t-aykäfəl alläfo: „er ging ohne seine Schulden zu bezahlen“.

##### Jussiv und Imperativ
| Person    | Konjugation A  | Konjugation B | Konjugation C |
| --------- | -------------- | ------------- | ------------- |
| 1. sg.    | näsfər         | näšäkkət      | nägalb        |
| 2. m. sg. | səfär          | šäkkət        | galb          |
| 2. f. sg. | səfer          | šäkkič        | galʸib        |
| 3. m. sg. | yesfər, yäsfər | yešäkkət      | yegalb        |
| 3. f. sg. | tesfər         | tešäkkət      | tegalb        |
| 1. pl.    | (ən)nəsfär     | nəšäkkət      | nəgalb        |
| 2. m. pl. | səfärəm        | šäkkətəm      | galbəm        |
| 2. f. pl. | səfärma        | šäkkətma      | galbəma       |
| 3. m. pl. | yesfərəm       | yešäkkətəm    | yegalbəm      |
| 3. f. pl. | yesfərma       | yešäkkətma    | yegalbəma     |

Diese Formen  werden mit dem Präfix ay- verneint: ayəsfär, ayšäkkət, aygalb. Die Formen in der 2. Person  werden entsprechend angepasst: attəsfär, attəsfer, attəsfärəm, attəsfärma.
Beispiel: yä-wäzälawan-hom yewsəd: „lass ihn nehmen entsprechend seiner Arbeit“; yäsäb waga attəlgäd: „fasse jemandes Eigentum nicht an“; ärəf-əm tona: „sei ruhig und setze dich“.